# Xcas

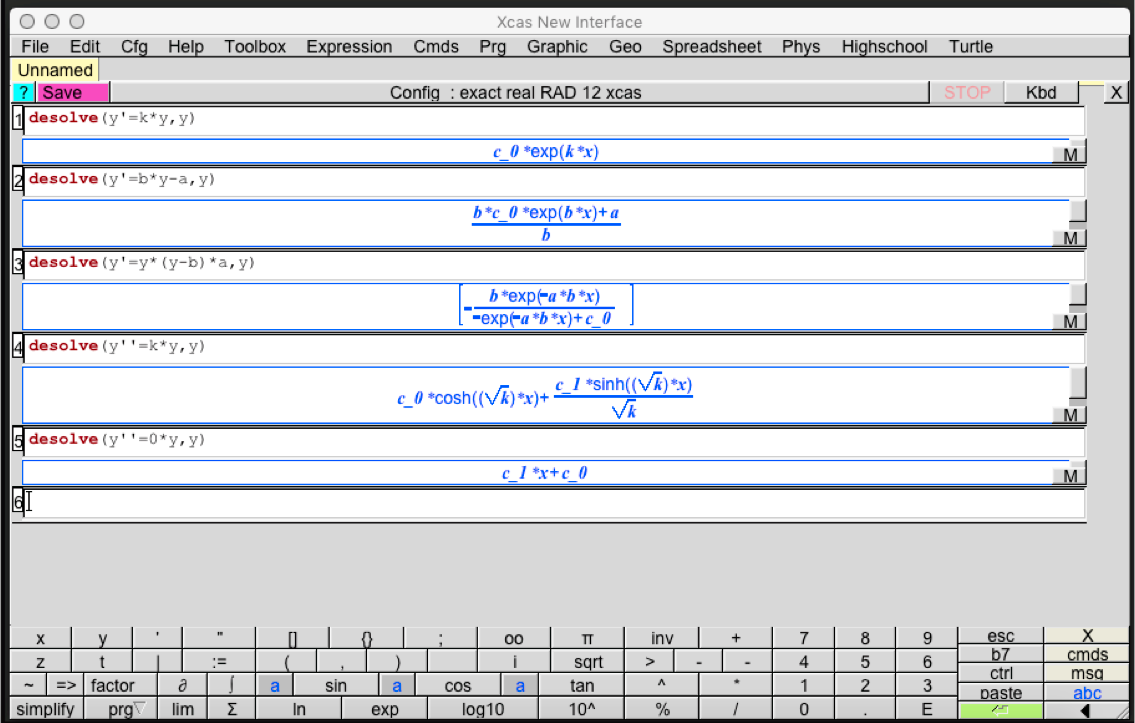
Xcas는 각기 다른 방정식을 풀 수 있다

Xcas는 Giac의 사용자 인터페이스이다. Giac는 자유, 오픈 소스 기초 컴퓨터 대수학 시스템(CAS)으로, 마이크로소프트 윈도우, 애플 macOS(32비트 버전 전용), 리눅스/유닉스에서 실행된다. Xcas는 C++로 개발되었다. Giac은 C++로 작성된 소프트웨어 안에서 직접 사용이 가능하다.
Giac는 WolframAlpha, Mathematica, 메이플, MuPAD, Matlab, Yacas, SageMath, Qcas, ExpressionsinBar(macOS의 경우 64비트 앱), 마그마, CPMP-Tools, WordMat (마이크로소프트 워드의 플러그인) 소프트웨어와 TI-89, TI-92, Voyage 200, TI-Nspire 계산기와의 호환성 모드를 제공한다. 사용자는 공식 알고리즘을 개발하기 위해 메이플과 호환되는 자유 소프트웨어로서 또는 다른 소프트웨어에서 사용하기 위해 Giac/Xcas를 사용할 수 있다. Xcas는 대수 연산을 위해 SageMath에 사용된다. 무엇보다 Xcas는 방정식을 풀거나 그래프를 그릴 수 있다. Xcas 관련 질문을 위한 포럼이 있다.
OpenOffice.org 플러그인의 하나인 CmathOOoCAS는 Calc 스프레드시트와 Writer 워드 프로세싱에서 공식 계산을 허용한다.

## 같이 보기
- 울프럼 알파

## 참고 자료
- De Graeve, Renée (2018년 1월 19일) [2013]. “Symbolic computation and Mathematics with the calculator HP Prime” (PDF). 번역 Lecointre, Jean Michel. 2018년 1월 22일에 확인함.
- Halkos, George (2015년 4월 25일) [2014]. “Perspectives on integrating a computer algebra system into advanced calculus curricula” (PDF). 2019년 9월 6일에 확인함.
- Read more commands here: http://www-fourier.ujf-grenoble.fr/~parisse/giac/cascmd_en.pdf
- http://www.mathsaulycee.sitew.com/fs/premiere_s/8uoow-xcas_commande_utile.pdf (French)
- http://briand-lyc.spip.ac-rouen.fr/IMG/pdf/xcas_fonctions.pdf (French)
- Barnard Parisse: Mathématiques avec Xcas. (French)
- Dr. Fabian Reimers (editor): "Computeralgebra-Rundbrief Nr. 62: Fachgruppe Computeralgebra" (PDF). (German)